# Arothron stellatus
O peixe-balão-estrelado, peixe-balão-gordo-estrelado, baiacu-estrelado ou bombinha-estrelada (Arothron stellatus) é um peixe-balão do gênero Arothron. Considerado gigante entre os peixes-balão, este peixe chega a alcançar mais de um metro de comprimento. Tem a pele flexível, sem escamas, mas coberta de espinhos dérmicos duros. Quando ameaçado, enche o corpo de água do mar, recorrendo a uma bolsa situada perto do estômago, e toma a forma de esfera de espinhos.